# Trisetella escobarii
Trisetella escobarii är en orkidéart som beskrevs av Carlyle August Luer. Trisetella escobarii ingår i släktet Trisetella och familjen orkidéer. Inga underarter finns listade i Catalogue of Life.